# Časel'ka
La Časel'ka (in russo Часелька?) è un fiume della Siberia Occidentale che scorre nel Krasnosel'kupskij e nel Purovskij rajon del Circondario autonomo Jamalo-Nenec, in Russia.
Il fiume proviene dal lago Časel'skoe (l'altezza della sorgente è a 41 m s.l.m.) ed è un affluente di sinistra del fiume Taz. La sua lunghezza è di 295 km, l'area del bacino è di 12 100 km². Sfocia nel Taz a 555 km dalla foce. Scorre all'interno della taiga, prima in direzione nord e poi verso est. Congela a ottobre, e sgela a fine maggio - inizio giugno. 